# Агуті мексиканський
Агуті мексиканський (Dasyprocta mexicana) — вид гризунів родини агутієвих, що зустрічається від центру штату Веракрус до сходу штату Оахака, Мексика. Також був ввезений до західної та східної Куби. Живе в низинних вічнозелених лісах до 500 м над рівнем моря.

## Морфологія
Довжина голови й тіла: 446—557 мм, хвіст: 20–30 мм, вага: 3–4 кг. Спина округла й довга, ноги худі. Темне чорнувате хутро з дрібною білою памороззю; довге чорне волосся на крупу. Низ блідіший. Рожева шкіра навколо очей і біля основи голих вух. Передні лапи з 4 пальцями, задні — з 3: кігті копитоподібні. Подібний до нього вид центральноамериканський агуті (Dasyprocta punctata) має червонувато-коричневе хутро, а не чорне.

## Поведінка
Головним чином денний, хоча іноді його видно вночі. Цей наземний вид харчується фруктами, м'яким насінням і паростками лісових рослин. У Веракрус, з'їдені фрукти включали інжир, свинячі сливи (Spondias mombin) і Brosimum alicastrum. Проживає як поодинці так і в парі. Пари займають території від 1 до 2 га. Один або два дитинча народжуються під час сухого сезону. Діти швидко розвиваються і слідують за їх мамою невдовзі після народження. При загрозі дає ряд різких, носових гавкаючих звуків і тупає ногами, коли тікає.